# Jimmy Bryan
Pour les articles homonymes, voir Bryan.
 (novembre 2023).
Si vous disposez d'ouvrages ou d'articles de référence ou si vous connaissez des sites web de qualité traitant du thème abordé ici, merci de compléter l'article en donnant les références utiles à sa vérifiabilité et en les liant à la section « Notes et références ».
James Ernest Bryan, né le 28 janvier 1926 à Phoenix et mort le 19 juin 1960, est un pilote de course automobile américain.

## Biographie
Il a couru dans les différents championnats de l'AAA et de l'USAC qui se succédèrent pendant les saisons 1952 à 1960 en totalisant 72 départs, dont la totalité des 500 miles d'Indianapolis pour cette période. Il finit 54 fois dans le "Top Ten", en totalisant 23 victoires.
Il remporta à Monza la course des 2 Mondes en Italie en 1957 (second en 1958), ce qui lui valut les honneurs de la presse automobile européenne.
Bryan a gagné les 500 miles d'Indianapolis 1958, ainsi que les championnats nationaux AAA en 1954 et USAC en 1956 et 1957.
Il décéda des suites de ses blessures après un accident dans une course de Champ Car sur le circuit de Langhorne (en) en Pennsylvanie en 1960, le jour même où 2 pilotes se tuèrent durant le Grand Prix de Formule 1 de Belgique, faisant de cette date l'une des plus noires du sport automobile.

## Résultats aux500 milesd'Indianapolis

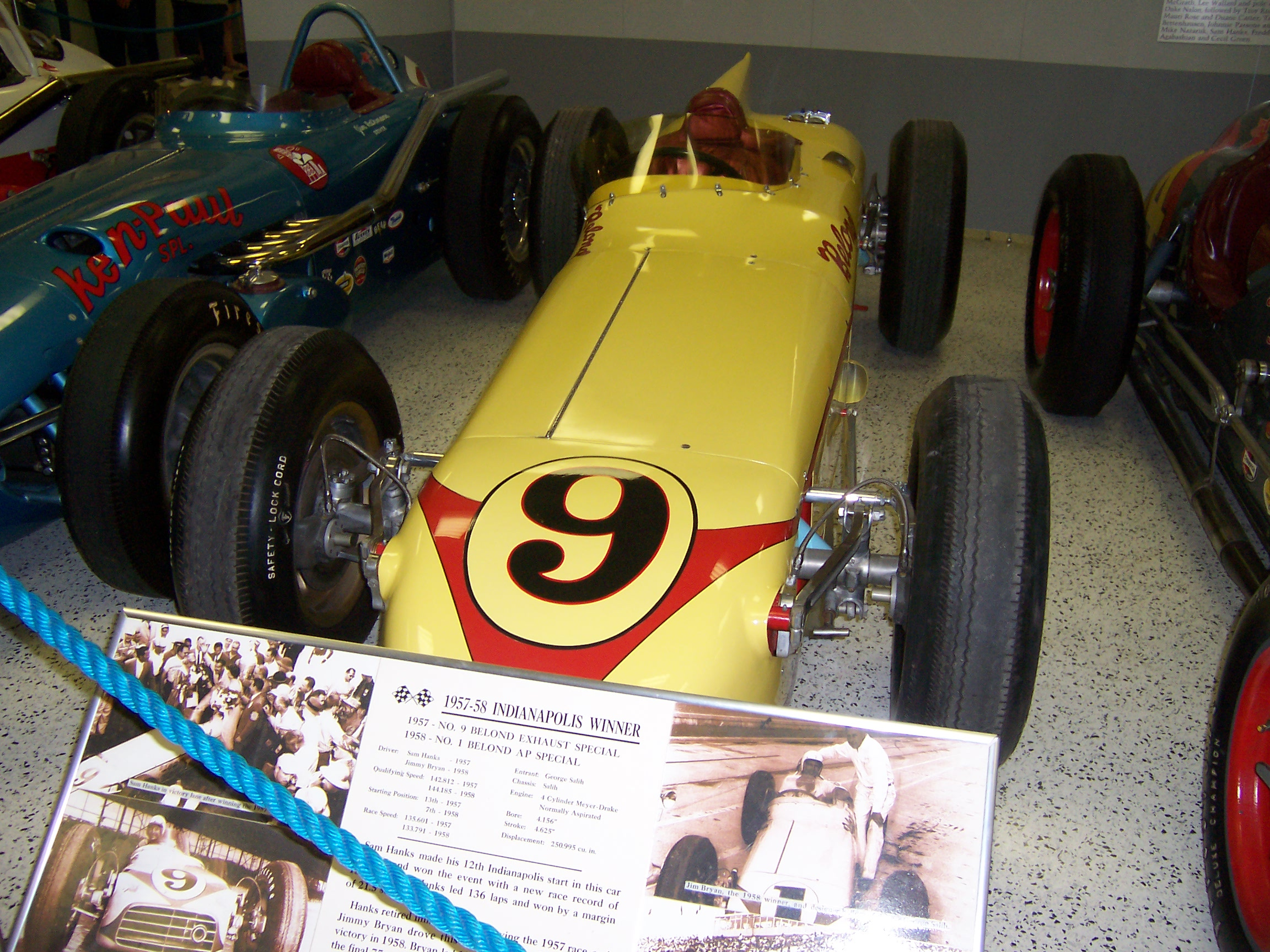
L'Epperly-Offenhauser du team de George Salih, utilisée par Bryan pour remporter l'Indy 1958. Il s'agit de la même voiture que celle de Sam Hanks vainqueur la saison précédente (IMS Hall of Fame Museum).

| Année  | N° voiture | Grille | Classement | Tours | Tours en tête | Abandon         |
| ------ | ---------- | ------ | ---------- | ----- | ------------- | --------------- |
| 1952   | 77         | 21     | 6          | 200   | 0             | /               |
| 1953   | 8          | 31     | 14         | 183   | 0             | Sous drapeau    |
| 1954   | 9          | 3      | 2          | 200   | 46            | /               |
| 1955   | 1          | 11     | 24         | 90    | 31            | Pompe à essence |
| 1956   | 2          | 19     | 19         | 185   | 0             | Sous drapeau    |
| 1957   | 1          | 15     | 3          | 200   | 0             | /               |
| 1958   | 1          | 7      | 1          | 200   | 139           | /               |
| 1959   | 6          | 20     | 33         | 1     | 0             | Embrayage       |
| 1960   | 10         | 10     | 19         | 152   | 0             | Pompe à essence |
| Totals | Totals     | Totals | Totals     | 1411  | 216           |                 |

| Départ    | 9 |
| Poles     | 0 |
| Victoires | 1 |
| Top 5     | 3 |
| Top 10    | 4 |
| Abandon   | 3 |

## Carrière en Championnat du monde de Formule 1
Les 500 miles d'Indianapolis ont fait partie du Championnat du monde FIA de Formule 1 de 1950 à 1960. Les pilotes qui compétitaient à Indy pendant cette période étaient crédités pour le championnat du monde.

Jimmy Bryan a participé à 9 courses Indy comptant pour le championnat du monde de Formule 1. Ayant gagné 1 course et finissant 3 fois sur le podium, il a totalisé 18 points au championnat.

## Récompenses dans lesHall of Fame
- Il a été intronisé au National Sprint Car Hall of Fame en 1994.
- Il a été intronisé au Motorsports Hall of Fame of America en 1999.
- Il a été intronisé au International Motorsports Hall of Fame en 2001.